# Raphanus raphanistrum
Il ravanello selvatico (Raphanus raphanistrum L., 1753) o rafano è una pianta erbacea appartenente alla famiglia Brassicaceae. È l'unica specie nel genere Raphanus L., 1753.

## Etimologia
Il nome generico (Raphanus) deriva dalla voce greca raphanos (e successivamente dal latino raphanus) che a sua volta è collegata alla radice greca raphys (= rapa) e al persiano antico rafe; il cui significato approssimativo è "rapida apparizione" alludendo alla rapida germinazione dei semi di queste piante. Ma la parola raphanos potrebbe anche avere un collegamento ad un'altra radice greca: raphis; il cui significato è “rafide” o “ago”, alludendo in questo caso alla forma sottile e allungata di alcune radici di queste piante.
Da queste brevi note si intuisce che la conoscenza di queste piante va molto indietro nel tempo. Infatti erano conosciute, sotto varie forme culturali, già da diversi millenni come attestano dei ritrovamenti fatti nelle varie civiltà antiche della Grecia, della Cina e dell'Egitto.
Il binomio scientifico attualmente accettato (Raphanus raphanistrum) è stato proposto da Carl von Linné (Rashult, 23 maggio 1707 –Uppsala, 10 gennaio 1778), biologo e scrittore svedese, considerato il padre della moderna classificazione scientifica degli organismi viventi, nella pubblicazione Species Plantarum del 1753.
In lingua tedesca questa pianta si chiama Gewöhnlicher Acker-Rettich oppure Hederich; in francese si chiama Radis ravenelle; in inglese si chiama Wild Radish.

## Descrizione

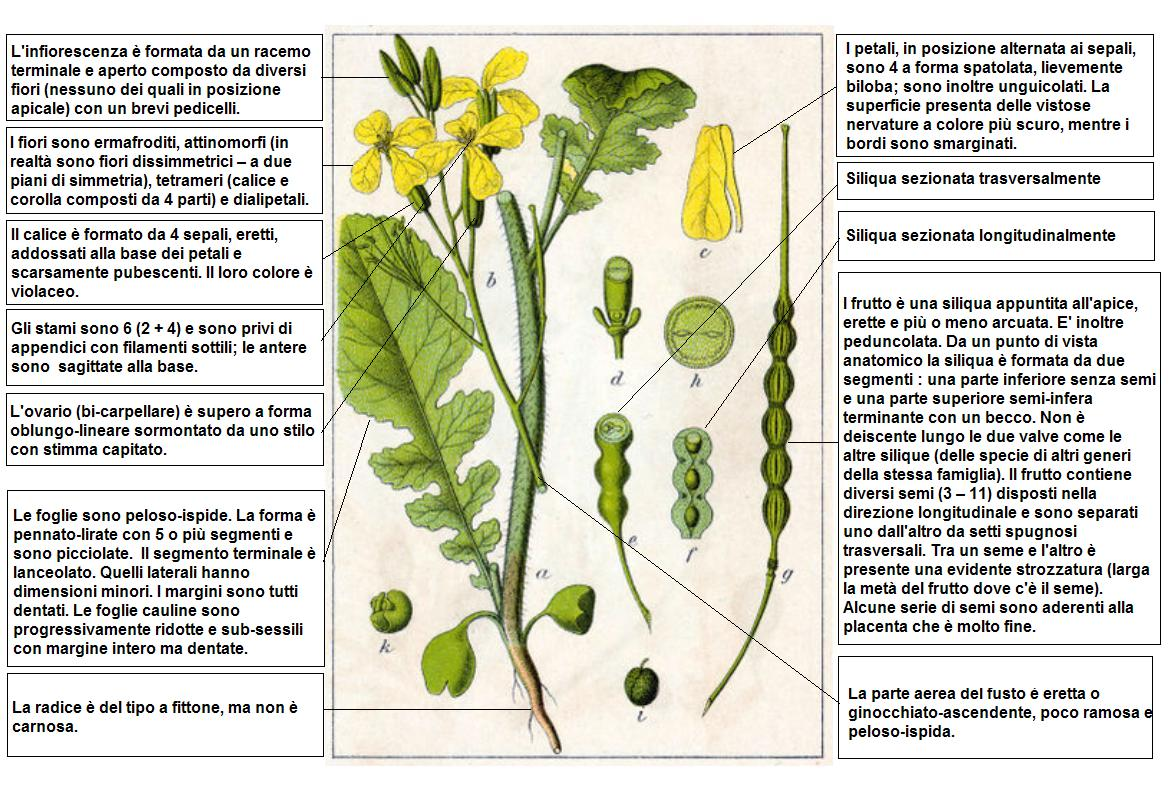
Descrizione delle parti della pianta

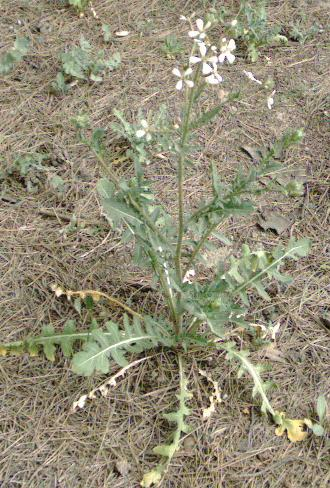
Il portamento

L'altezza della pianta è di 20–80 cm. La forma biologica è terofita scaposa (T scap), sono piante erbacee che differiscono dalle altre forme biologiche poiché, essendo a ciclo biologico annuale, superano la stagione avversa sotto forma di seme. Sono inoltre munite di asse fiorale eretto con poche foglie.

### Radici
La radice è del tipo a fittone, ma non è carnosa.

### Fusto
- Parte ipogea: assente
- Parte epigea: la parte aerea del fusto è eretta o ginocchiato-ascendente, poco ramosa e peloso-ispida.

### Foglie

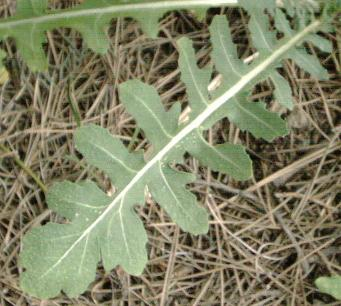
La foglia

Anche le foglie sono peloso-ispide. La forma delle foglie è pennato-lirate con 5 o più segmenti e sono picciolate. Il segmento terminale è lanceolato. Quelli laterali hanno dimensioni minori. I margini sono tutti dentati. Le foglie cauline sono progressivamente ridotte e sub-sessili con margine intero ma dentato. Dimensione delle foglie: 8–15 cm. Lunghezza del picciolo 1–6 cm. Dimensione del segmento apicale: larghezza 2–3 cm; lunghezza 4–6 cm. Dimensione dei lobi laterali: larghezza 2 cm; lunghezza 4 cm.

### Infiorescenza

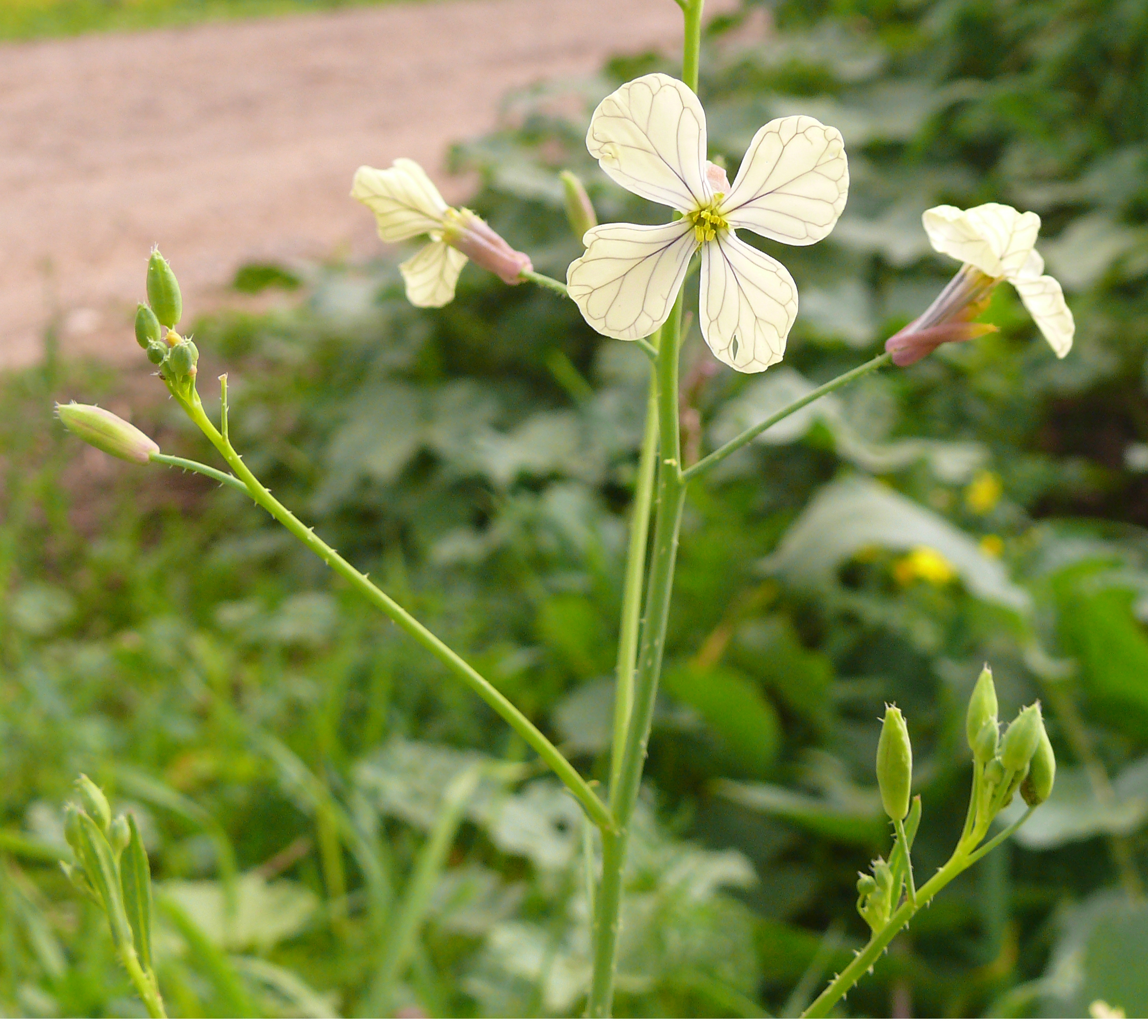
Infiorescenza

L'infiorescenza è formata da un racemo terminale e aperto composto da diversi fiori (nessuno dei quali in posizione apicale) con brevi pedicelli.

### Fiore

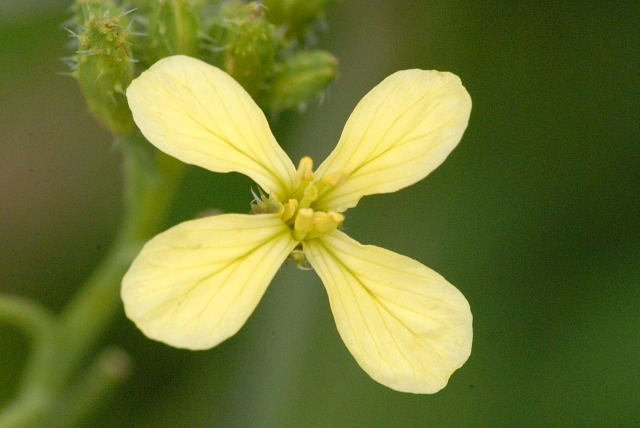
Il fiore

I fiori sono ermafroditi, attinomorfi (in realtà sono fiori dissimmetrici – a due piani di simmetria), tetrameri (calice e corolla composti da 4 parti) e dialipetali. Il colore dei fiori è bianco-giallo. Diametro del fiore : 15–22 mm.
- Formula fiorale:

* K 2+2, C 4, A 2+4, G 2 (supero)
- Calice: il calice è formato da 4 sepali, eretti, addossati alla base dei petali e scarsamente pubescenti. Il loro colore è violaceo. Dimensione dei sepali: larghezza 1–2 mm; lunghezza 7–11 mm.
- Corolla: i petali, in posizione alternata ai sepali, sono 4 a forma spatolata, lievemente biloba; sono inoltre unguicolati. La superficie presenta delle vistose nervature a colore più scuro, mentre i bordi sono smarginati. Dimensione dei petali: larghezza 4–7 mm; lunghezza dei petali: 14–25 mm.
- Androceo: gli stami sono 6 didinami (2 brevi e 4 lunghi) e sono privi di appendici con filamenti sottili; le antere sono sagittate alla base. Lunghezza dei filamenti 7–12 mm. Lunghezza delle antere 2–2,5 mm.
- Gineceo: l'ovario (bi-carpellare) è supero a forma oblungo-lineare sormontato da uno stilo con stimma capitato.
- Fioritura: da marzo a settembre.
- Impollinazione: tramite insetti.

### Frutti
Il frutto è una siliqua appuntita all'apice, erette e più o meno arcuata. È inoltre peduncolata. Da un punto di vista anatomico la siliqua è formata da due segmenti: una parte inferiore senza semi e una parte superiore semi-infera terminante con un becco. Non è deiscente lungo le due valve come le altre silique (delle specie di altri generi della stessa famiglia). Il frutto contiene diversi semi (3–11) disposti nella direzione longitudinale e sono separati uno dall'altro da setti spugnosi trasversali. Tra un seme e l'altro è presente una evidente strozzatura (larga la metà del frutto). Alcune serie di semi sono aderenti alla placenta che è molto fine. Lunghezza dei peduncoli: 15–25 mm. Il diametro dei frutti è di 2–8 mm, mentre la lunghezza è di 3–6 cm (metà di questa lunghezza è del becco). Dimensione dei semi: larghezza 1,8–2,5 mm; lunghezza 2,5–3,5 mm.

## Morfologia delle sottospecie
Sono evidenziate soprattutto le differenze rispetto al "tipo base".

### Subsp.landra
- Nome scientifico: Raphanus raphanistrum L. subsp. landra (Moretti) Bonnier - Ravanello landra.
- Foglie: i segmenti laterali delle foglie (più o meno 6 lobi per lato) sono distanziati uno dall'altro.
- Fiore: i sepali sono lunghi 6–7 mm; i petali sono colorati di giallastro con venature violette e sono lunghi 14–16 mm; l'unghia del petalo è lunga come il lembo. Diametro totale del fiore: 12–18 mm.
- Frutto: il diametro della siliqua  in corrispondenza dei semi è di 5–8 mm. Il numero dei rigonfiamenti è 3–8; il becco apicale è lungo 15–40 mm.
- Diffusione: sul territorio italiano è comune e facilmente infesta le colture di cereali. Nelle Alpi è presente nelle seguenti province: VC BS UD. Sui rilievi europei si trova nei Pirenei e nei Monti Balcani.
- Habitat: l'habitat sono i campi, i ruderi e le zone sassose come le scarpate. Il substrato preferito è sia calcareo che siliceo con pH neutro e alti valori nutrizionali del terreno che deve essere secco.
- Diffusione altitudinale: sui rilievi queste piante frequentano il piano vegetazionale collinare.
- Fitosociologia: dal punto di vista fitosociologico questa sottospecie appartiene alla seguente comunità vegetale[7]:

Formazione: delle comunità terofiche pioniere nitrofile
Classe: Stellarietea mediae

### Subsp.raphanistrum
- Nome scientifico: Raphanus raphanistrum L. subsp. raphanistrum – Ravanello selvatico
- Foglie: i segmenti laterali delle foglie sono distanziati uno dall'altro.
- Fiore: la lunghezza dei sepali è di 10 mm; i petali sono colorati di bianco con venature violette ed hanno una larghezza di 6 mm e una lunghezza di 20 mm.
- Frutto: il diametro della siliqua in corrispondenza dei semi è di 3,5–5 mm ed ha 3–11 rigonfiamenti per le logge dei semi; i rigonfiamenti sono striati; il becco terminale della siliqua è lungo 10–30 mm. Dimensione dei semi: larghezza 1,5–2 mm; lunghezza 2–3 mm.
- Geoelemento: il tipo corologico (area di origine) è Circumboreale (inizialmente l'origine era Eurimediterranea).
- Diffusione: questa sottospecie è la più comune in Italia e nelle Alpi (a parte le province di CN VC BG). È comune anche nel resto dell'Europa. Si trova inoltre in Asia e nell'America del nord (probabilmente naturalizzata).
- Habitat: l'habitat sono i ruderi e gli orti; a volte è anche infestante le colture. Il substrato preferito è calcareo-siliceo o anche siliceo con pH acido e alti valori nutrizionali del terreno che deve essere mediamente umido.
- Diffusione altitudinale: sui rilievi queste piante si possono trovare fino a 1300 m s.l.m.; frequentano quindi i seguenti piani vegetazionali: collinare e montano.
- Fitosociologia: dal punto di vista fitosociologico questa sottospecie appartiene alla seguente comunità vegetale[7]:

Formazione: delle comunità terofiche pioniere nitrofile
Classe: Stellarietea mediae

### Subsp.sativus

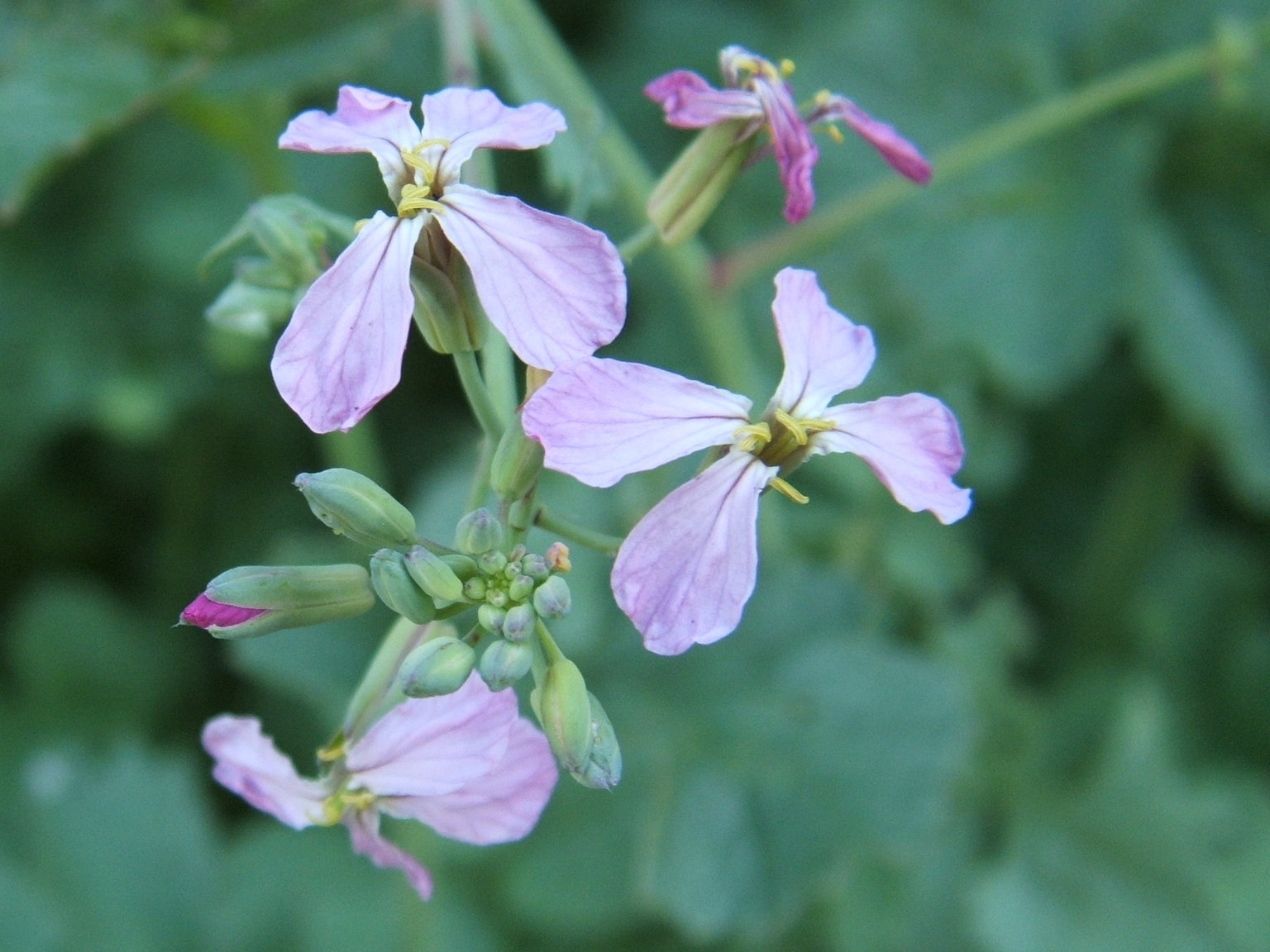
Fiore di Raphanus raphanistrum L. subsp. sativus

- Nome scientifico: Raphanus raphanistrum L. subsp. sativus – ravanello comune
- Fiore: I fiori sono di colore violetto, rosa-lillacino o bianco-rosato, con vistose nervature a colore più scuro. I petali misurano 12 – 15 mm, i sepali 7 – 8 mm.
- Frutto: il diametro della siliqua è di 8 – 15 mm; il frutto inoltre è poco o nulla ristretto fra i singoli ma si restringe all'apice.
- Geoelemento: il tipo corologico è Mediterraneo – Cosmopolita.
- Habitat: l'habitat sono campi, ambienti ruderali e colture; predilige substrati calcarei e silicei con pH neutro.
- Diffusione: sub-spontanea in Eurasia e naturalizzata in America
- Diffusione altitudinale: fino a 1000 m s.l.m..
- Fitosociologia: dal punto di vista fitosociologico questa sottospecie appartiene alla seguente comunità vegetale[7]:

Formazione : delle comunità terofiche pioniere nitrofile
Classe : Stellarietea mediae

## Tassonomia
La famiglia Brassicaceae è una delle più numerose delle Angiosperme, diffusa principalmente nella fascia temperata e fredda del nostro globo. Il Sistema Cronquist la assegnava all'ordine Capparales, mentre la moderna classificazione APG la colloca nell'ordine delle Brassicales. Il genere Raphanus è monospecifico, contenendo solo la specie Raphanus raphanistrum, di cui sono riconosciute diverse forme sub-specifiche come Raphanus raphanistrum subsp. landra e Raphanus raphanistrum subsp. sativus.
La collocazione di questa specie nell'ambito del genere non ha però sempre messo d'accordo tutti i botanici: alcuni riconoscono nel genere due specie, Raphanus raphanistrum e Raphanus sativus, mentre altri ne riconoscono una decina, suddivise in due sezioni:
- RAPHANISTRUM: la siliqua presenta delle evidenti strozzature tra un articolo e l'altro (Raphanus raphanistrum);
- EURAPHANUS: la siliqua è più compatta (le strozzature tra una articolo e l'altro sono appena rilevabili), inoltre i semi non si staccano uno dall'altro a maturazione del frutto (Raphanus sativus).

### Variabilità
Nell'elenco che segue sono indicate alcune varietà e sottospecie (l'elenco può non essere completo e alcuni nominativi sono considerati da altri autori dei sinonimi della specie principale o anche di altre specie):
- Raphanus raphanistrum L. fo. albus Hayek
- Raphanus raphanistrum L. fo. candidus Beck
- Raphanus raphanistrum L. fo. carneus Thell.
- Raphanus raphanistrum L. fo. hispidus Thell.
- Raphanus raphanistrum L. fo. purpureus Domin
- Raphanus raphanistrum L. fo. raphanistrum
- Raphanus raphanistrum L. fo. sulphureus Hayek
- Raphanus raphanistrum L. subsp. caudatus (L.) Thell. (1918)
- Raphanus raphanistrum L. subsp. fugax (C. Presl) Arcangeli (1882) (sinonimo della var. raphanistrum)
- Raphanus raphanistrum L. subsp. landra (Moretti) Bonnier
- Raphanus raphanistrum L. subsp. landra (DC.) Bonnier & Layens (1894)
- Raphanus raphanistrum L. subsp. maritinus (Sm.) Thell. (1918)
- Raphanus raphanistrum L. subsp. microcarpus (Lange) Thell. (1918)
- Raphanus raphanistrum L. subsp. odessanus Schmalh.
- Raphanus raphanistrum L. subsp. raphanistrum
- Raphanus raphanistrum L. subsp. rostratus (DC.) Thell. (1918)
- Raphanus raphanistrum L. subsp. sativus Schmalh.
- Raphanus raphanistrum L. subsp. sativus (L.) Domin (1910)
- Raphanus raphanistrum L. subsp. segetum Clavaud (sinonimo della subsp. raphanistrum)
- Raphanus raphanistrum L. subsp. segetum Bonnier (1912)
- Raphanus raphanistrum L. var. concolor (Schur) P. Fourn. (1936)
- Raphanus raphanistrum L. var. intermedius (Rouy & Fouc.) O.Bolòs & Vigo (1974)
- Raphanus raphanistrum L. var. luteus L.
- Raphanus raphanistrum L. var. microcarpus Lange (sinonimo= Raphanus raphanistrum subsp. microcarpus (Lange) Thell.)
- Raphanus raphanistrum L. var. niger (Miller) P. Fourn.
- Raphanus raphanistrum L. var. ochroleucus (Stokes) Peterm. (1838)
- Raphanus raphanistrum L. var. purpurascens Dumort. (1829)
- Raphanus raphanistrum L. var. radicula (DC.) P. Fourn. (1936)
- Raphanus raphanistrum L. var. sativus (L.) Domin
- Raphanus raphanistrum L. var. sativus (L.) Beck (1892)
- Raphanus raphanistrum L. var. sativus (L.) Schmalh. (1895)

### Sinonimi
La specie Raphanus raphanistrum ha avuto nel tempo diverse nomenclature. L'elenco che segue indica alcuni tra i sinonimi più frequenti:
- Raphanistrum lampsana Gaertn.  (sinonimo della subsp. raphanistrum)
- Raphanus albiflorus C. Presl (1826)  (sinonimo della subsp. landra)
- Raphanus articulatus Stokes (1812) (sinonimo della subsp. raphanistrum)
- Raphanus articulatus Stokes var. ochroleucus Stokes (sinonimo della var. ochroleucus)
- Raphanus arvensis Rossi, non (L.) Crantz (sinonimo della subsp. raphanistrum)
- Raphanus biarticulatus Willd. ex Schlecht. (1813)  (sinonimo della subsp. landra)
- Raphanus fugax Presl. (1826) (sinonimo della subsp. raphanistrum)
- Raphanus infestus Salisb. (1796)  (sinonimo della subsp. raphanistrum)
- Raphanus landra Moretti (1821) (sinonimo della subsp. landra)
- Raphanus landra DC. (1821) (basionimo della subsp. landra)
- Raphanus longistylus St-Lager (1880) (sinonimo della subsp. raphanistrum)
- Raphanus maritimus Sm. (1806) (sinonimo della subsp. maritinus)
- Raphanus maritimus Sm. subsp. landra (Moretti ex DC.) Maire in Maire & Weiller (1965) (sinonimo della subsp. landra)
- Raphanus maritimus Sm. subsp. littoralis (Clavaud) Maire in Maire & Weiller (1965) (sinonimo della subsp. landra)
- Raphanus microcarpus Lange (1880) (sinonimo della subsp. microcarpus)
- Raphanus odessanus Sprengel (1825)  (sinonimo della subsp. maritinus)
- Raphanus rostratus DC. (sinonimo della subsp. rostratus)
- Raphanus segetum Clavaud (1881)  (sinonimo della subsp. raphanistrum)
- Raphanus stylosus Dulac (1867)  (sinonimo della subsp. raphanistrum)
- Raphanus sylvestris Lam. (1779) (sinonimo della subsp. raphanistrum)
- Raphanus sylvestris Lam. subsp. landra (DC.) Rouy & Foucaud in Rouy (1895)  (sinonimo della subsp. landra)
- Rapistrum arvense All. (1785) (sinonimo della subsp. raphanistrum)
- Rapistrum raphanistrum (L.) Crantz (1769) (sinonimo della subsp. raphanistrum)

## Distribuzione e habitat
La distribuzione di questa pianta è molto ampia: Europa, Asia occidentale, Africa boreale e l'India, il Giappone e l'America (queste ultime tre aree probabilmente per naturalizzazione).
Le sottospecie spontanee della flora italiana vivono sull'arco alpino. La tabella seguente mette in evidenza alcuni dati relativi all'habitat, al substrato e alla diffusione di queste specie nella specifica zona alpina.
| Specie                              | Comunità vegetali | Piani vegetazionali | Substrato | pH     | Livello trofico | H2O   | Ambiente | Zona alpina                          |
| ----------------------------------- | ----------------- | ------------------- | --------- | ------ | --------------- | ----- | -------- | ------------------------------------ |
| R. raphanistrum subsp. sativus      | 2                 | collinare montano   | Ca Si     | neutro | alto            | medio | B1 B2 B9 | BG BZ BL                             |
| R. raphanistrum subsp. landra       | 2                 | collinare           | Ca Si     | neutro | alto            | secco | B1 B2    | VC BS UD                             |
| R. raphanistrum subsp. raphanistrum | 2                 | collinare montano   | Ca/Si Si  | acido  | alto            | medio | B1 B2    | tutto l'arco alpino (escl. CN VC BG) |

Legenda e note alla tabella.

Per il “substrato” con “Ca/Si” si intendono rocce di carattere intermedio (calcari silicei e simili); vengono prese in considerazione solo le zone alpine del territorio italiano (sono indicate le sigle delle province).
Comunità vegetali:
2   = comunità terofiche pioniere nitrofile
Ambienti:
B1 = campi, colture e incolti
B2 = ambienti ruderali, scarpate
B9 = zone coltivate

### Specie simili
Una certa confusione, specialmente durante la fioritura, è possibile con la specie Eruca sativa Miller – Rucola comune. Le due specie hanno lo stesso colore (biancastro con venature violette) dei fiori. Eventualmente si distingue per l'infiorescenza molto allungata e per il segmento apicale delle foglie più lanceolato.

## Usi

### Farmacia
La medicina popolare considera questa pianta stimolante della funzione gastrica e antireumatica

### Cucina
Le giovani foglie possono essere mangiate in insalata insieme ad altre verdure crude (ma è bene prima tagliuzzarle finemente). Il gusto è molto pungente e spesso si usa fare una salsa in sostituzione della senape. I boccioli dei fiori possono essere usati come i broccoli. Dai semi inoltre si può ottenere un olio commestibile. Le radici della sottospecie R. raphanistrum subsp. sativus trovano impiego come antipasto o condimento in particolari piatti e anche come decorazione.